# Liste der Bodendenkmale in Hoyerhagen
In der Liste der Bodendenkmale in Hoyerhagen sind die Bodendenkmale der niedersächsischen Gemeinde Hoyerhagen aufgeführt. Die Quelle ist der Denkmalatlas Niedersachsen. 

Hoyerhagen im Landkreis Nienburg

Der Stand der Liste ist der 12. Januar 2025.

## Allgemein
In den Spalten finden sich folgende Informationen des Bodendenkmales:
Lagegeographische Koordinaten
BezeichnungBezeichnung lt. Denkmalatlas
BeschreibungBeschreibung lt. Denkmalatlas
IDObjekt-ID
BildBild, ggf. zusätzlich mit Link zu weiteren Fotos im Medienarchiv Wikimedia Commons.

## Hoyerhagen
| Lage                       | Bezeichnung             | Beschreibung | ID       | Bild |
| -------------------------- | ----------------------- | --- | -------- | ---- |
| 52° 48′ 36″ N, 9° 4′ 24″ O | Hoyerhagen 1, Grabhügel | Durchmesser ca. 11 m und Höhe ca. 1 m, annähernd rund und steil geböscht. Kuppe unregelmäßig. Am Rand einzelne Steine, bis Findlingsgröße. | 36090356 | BW   |
| 52° 48′ 42″ N, 9° 4′ 10″ O | Hoyerhagen 3, Grabhügel | Durchmesser ca. 12 m und Höhe ca. 1 m, mit einer alten Eingrabung.                                                                         | 36090289 | BW   |